# Kashira
Huyện Kashira (tiếng Nga: ? райо́н) là một huyện hành chính tự quản (raion), của Tỉnh Moskva, Nga. Huyện có diện tích 17 km², dân số thời điểm ngày 1 tháng 1 năm 2000 là 41400 người. Trung tâm của huyện đóng ở Kashira.